# Caspar David Friedrich

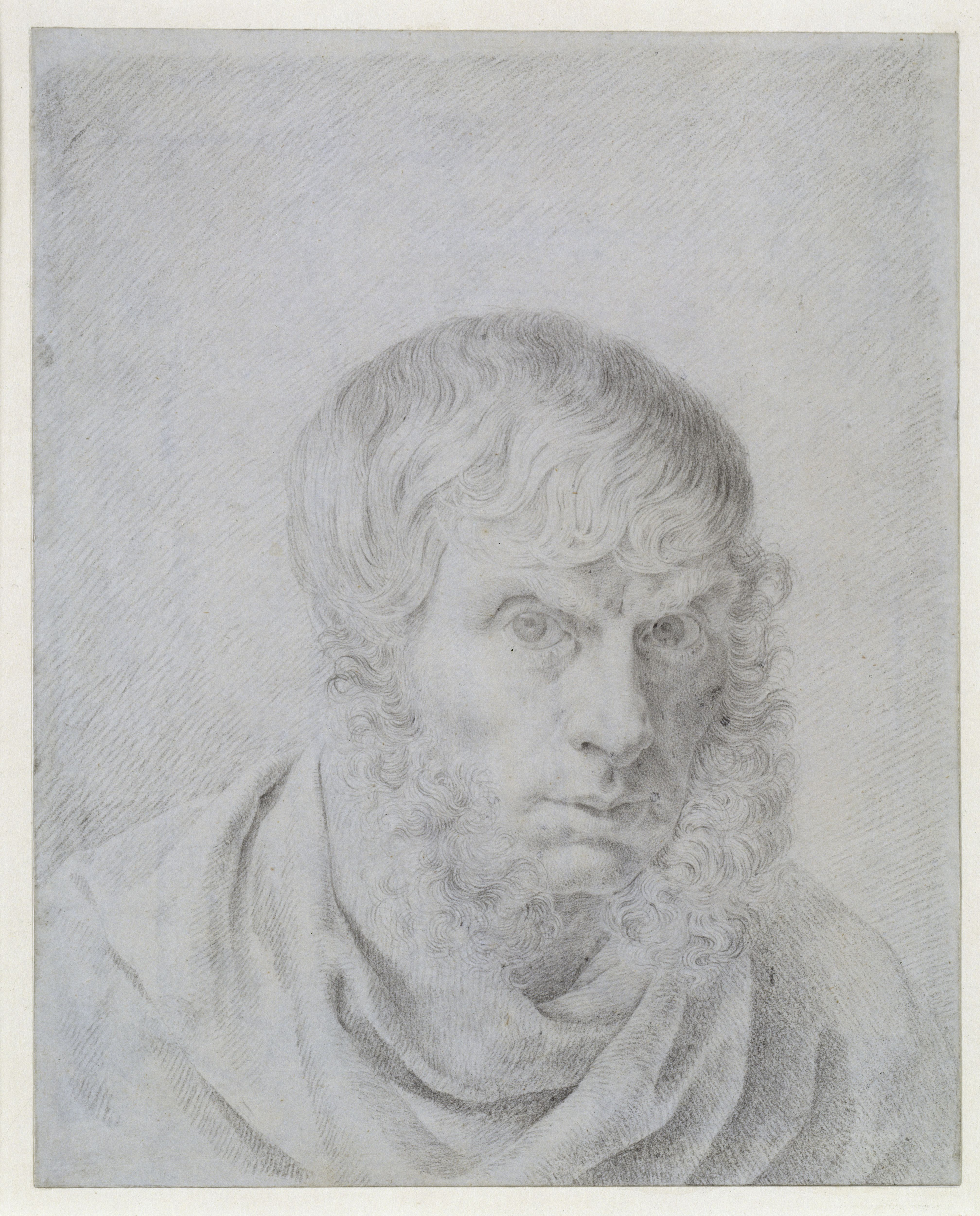
Caspar David Friedrich - autoportret la maturitate

Caspar David Friedrich (n. 5 septembrie 1774, Greifswald, Pomerania suedeză⁠(d) – d. 7 mai 1840, Dresda, Confederația Germană) a fost un pictor și desenator german, unul din cei mai importanți reprezentanți ai romantismului german în perioada sa timpurie.

## Viața și opera
Caspar David Friedrich s-a născut la 5 septembrie 1774 în Greifswald, un mic oraș din Pomerania de pe coasta Mării Baltice, locuit mai ales de marinari și pescari. A fost cel de-al șaselea copil al lui Adolf Gottlieb Friedrich și al soției sale, Sophie Dorothea Bechly, originari din Mecklenburg. Orașul Greisfwald aparținea în acel timp de Suedia și viitorul pictor a păstrat toată viața sa cetățenia suedeză. În 1781, când nu împlinise încă șapte ani, îi moare mama. Începând de atunci, de cei șapte fii și două fiice ale familiei Friedrich se va ocupa o guvernantă, căreia i se adaugă un profesor de latină. În 1787, tânărul Caspar trăiește o mare dramă. Pe când se juca pe marea înghețată a Balticii, gheața cedează sub el. Fratele său, Christoffer, îi sare în ajutor, îl salvează, dar se îneacă el sub gheața mării. Pictorul nu va vorbi niciodată despre această întâmplare tragică. Până în anul 1791, îi mai mor doi frați și o soră. Singurătatea se simte în întreaga sa viitoare operă artistică.

### Primele lecții de desen
În 1790, după încercări în domeniul literaturii, Caspar începe să studieze desenul. Frecventează timp de patru ani cursurile profesorului Johann Quistrop, arhitect, pictor și gravor deopotrivă. Quistrop îl îndeamnă să ia ca model pentru desenele sale reproducerile după operele marilor maeștri, și îi pune la dispoziție propria sa colecție de tablouri și gravuri. În același timp îl sfătuiește să deseneze după natură. Natura va fi principala sursă de inspirație a primelor sale lucrări.
În 1794, Friedrich pleacă la Copenhaga, unde lucrează cei mai buni maeștri ai acelor timpuri. Acolo stă patru ani și dobândește cunoștințe temeinice prin studierea perspectivei și compoziției.

### Stabilirea la Dresda
În mai 1798 se stabilește la Dresda, unde frecventează cea mai importantă Academie de Artă din Germania, fondată în 1769. Aici execută numeroase copii după operele pictorilor olandezi din secolul al XVII-lea. Iese adesea la marginea orașului fiindcă se interesează neîncetat de peisagistică. Caietul său de schițe din această epocă este plin de desene reprzentând copaci, plante, nori și cer. Dă lecții de desen pentru a câștiga banii necesari traiului. 

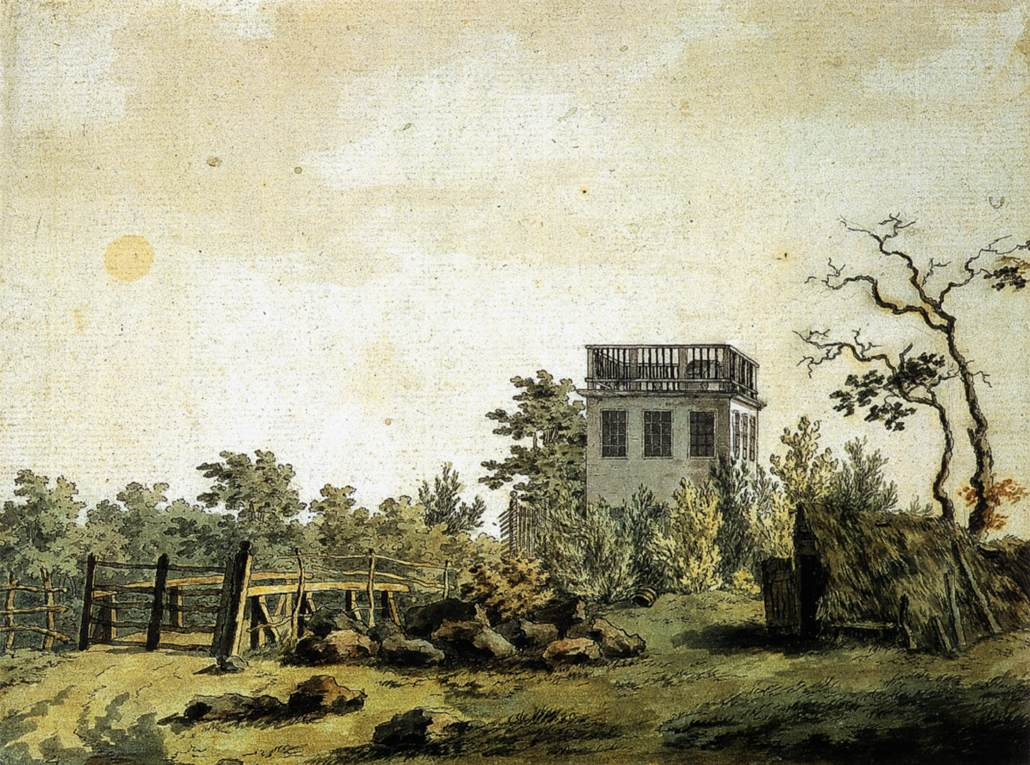
Peisaj cu pavilion, 1797 - Acuarelă

În această perioadă începe să picteze în culori, la început acuarele, mai târziu în ulei.
În 1801, Friedrich descoperă insula Rügen din Marea Baltică. Este fermecat de câmpiile pitorești, de stâncile majestoase de pe țărmul mării și de pădurile de stejari, imagini pe care le fixează în nenumărate schițe. Comportamentul lui amintește de preocupările contemporanului său, pictorul englez William Turner. Ambii căutau trăiri palpitante, impresii pe care li le oferea natura. Tablourile lor însă nu seamănă, pe pânzele lui Friedrich nu regăsim avântul și haosul elementelor deslănțuite ale naturii atât de caracteristice picturii lui Turner.
În vara anului 1803, artistul se stabilește la Loschwitz (azi un cartier al orașului Dresda). În atmosfera mai sumbră a meleagurilor Germaniei pictorul își regăsește dorințele și dispoziția sufletească. În 1817, refuză posibilitatea dea face o călătorie la Roma. Îl îngrijorează faptul că descoperirea peisajelor mai bogate și mai colorate ar putea răvăși ascetismul său spirtual.

## Consacrare artistică
În 1805, trimite desene la Weimar, pentru concursul intitulat "Prietenul Artei" organizat de Goethe. Autorul lui Faust este încântat de perfecțiunea desenelor lui Friedrich și îl propune pentru premiul întâi. Aceasta constituie începutul relațiilor sale cu marele poet, care îl introduce în cercurile artistice ale epocii. În 1807, Friedrich se întâlnește cu un alt mare poet german, Heinrich von Kleist (1777-1811), din a doua generație a romanticilor. În 1810, Friedrich este ales membru al Academiei din Berlin. Două tablouri ale sale, expuse aici, sunt cumpărate de regele Prusiei, Frederich Wilhelm al III-lea. În același an, este sprijinit și de Karl August, principele Saxoniei și Weimarului, cumpărându-i cinci peisaje. Doi ani mai târziu, artistul, protejat de Goethe, obține o subvenție din partea guvernului Prusiei.
În iulie 1810, Friedrich pleacă într-o excursie în munți cu prietenul său, poetul Georg Friedrich Kersting (1785-1847). Se întoarce cu numeroase schițe reprezentând copaci, stânci și peisaje de munte. În 1812, ca urmare a invaziei napoleoniene, Friedrich nu ma beneficiază de subvenția regală. Când în 1813 Napoleon intră în Dresda, pictorul se mută în munții din Elbsandsteingebirge, unde execută schițe și tablouri cu teme inspirate din evenimente politice.

## Căsătorie tardivă urmată de o serie de probleme personale
În 1818, în vârstă de 44 de ani, Friedrich se căsătorește, luând de soție o fată tânără de 25 ani, Karolina Bommer. Soții Friedrich vor avea trei copii: două fete și un băiat.
Din punct de vedere artistic, anul 1818 - când artistul pictează 28 de tablouri - este cea mai prodigioasă perioadă din cariera sa. Curând apar însă și o serie de probleme. Când, în 1824, moare directorul catedrei de peisagistică a Academiei din Dresda, titular al catedrei va fi numit un alt artist, Friedrich trebuind să se mulțumească cu un post de profesor secundar. Tot mai izolat de societatea artistică din Dresda, Friedrich se închide în sine. Artistul realizează că lucrările sale nu ajung la public, ele nu mai plac. În 1829, prietenul pictorului, doctorul Carus, observă la el o "dispoziție aparte, tot mai posomorâtă și mai rigidă". Crede că este victima unei conspirații. În 1830 scrie un ciclu de aforisme în care își exprimă convingerea că întreaga lume a încheiat un complot împotriva lui. Cu toate acestea, nu încetează să lucreze și o parte a celor mai bune creații ale sale datează din perioada 1826-1835.

## Ultimii ani
În 1835, suferă un atac cerebral și este paralizat parțial. După un tratament care a durat toata vara, în octombrie începe din nou să picteze. Starea lui se deteriorează însă continuu. La 18 martie 1840, Jukovski notează în jurnalul său: "Am fost la Friedrich. Este o ruină tristă. Plânge ca un copil". Caspar David Friedrich moare la Dresda, la 7 mai 1840.

## Galerie
Tabloul Ceață matinală în munți, pictat în 1808, este rodul a două componente: al amintirii unei plimbări și al fanteziei artistului, se bazează deci pe conviețuirea elementelor realiste și simbolice. Senzația emoționantă de lejeritate se datorează fineței evidente cu care pictorul stăpânește tehnica pensulației.
Ruinele unei abații în pădurea de stejari (1809-1810), tablou cumpărat mai târziu de regele Frederic Wilhelm al III-lea al Prusiei, este o profundă și poetică operă de peisagistică modernă. Partea umbrită a planului întâi este aproape simetrică în raport cu partea luminată care se vede deasupra ruinelor abației. Copacii desfrunziți amintesc de un grilaj care desparte lumea reală de lumea fantastică a spiritelor.
Biserică în peisaj de iarnă (1811) este unul din tablourile lui Friedrich care atestă legătura artei sale cu ideatica religioasă creștină. În contrast cu alți pictori ai epocii, Friedrich nu zugrăvește arhitectura bisericilor. Biserica, abia profilată în ceață, este așezată în ansamblul compoziției și devine astfel integrată în natură.

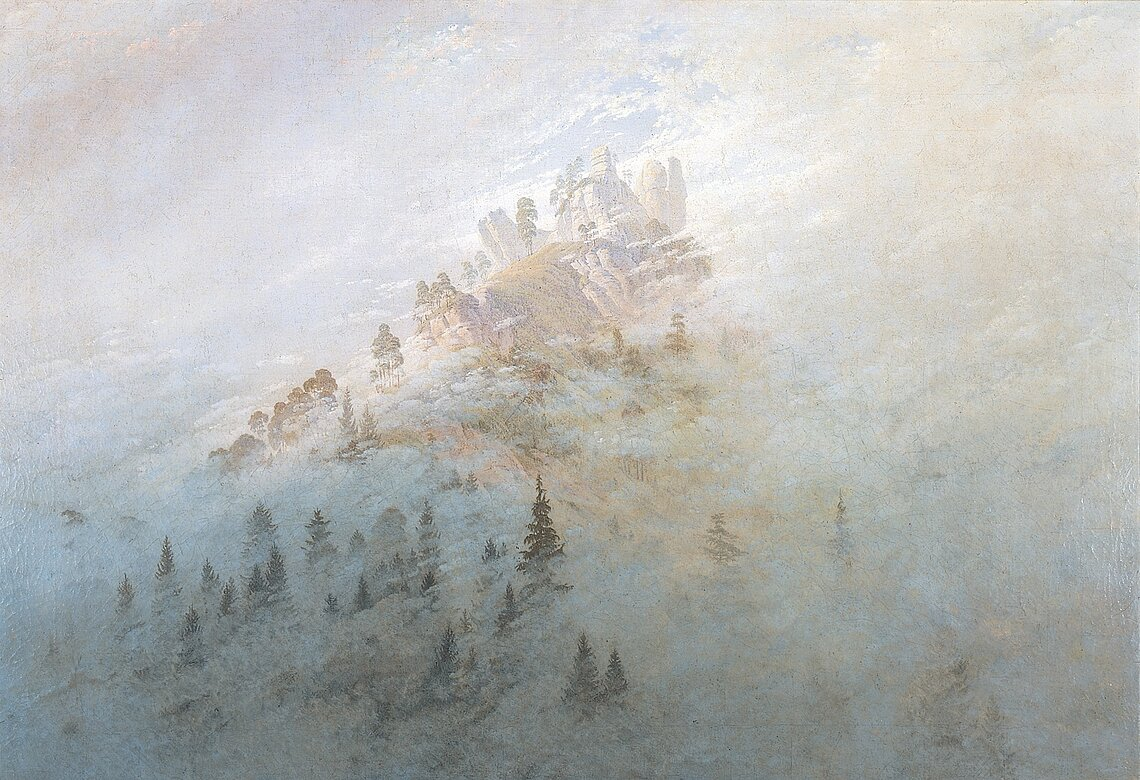
Ceață matinală în munți, 1808
Călugăr pe malul mării, 1808-1809
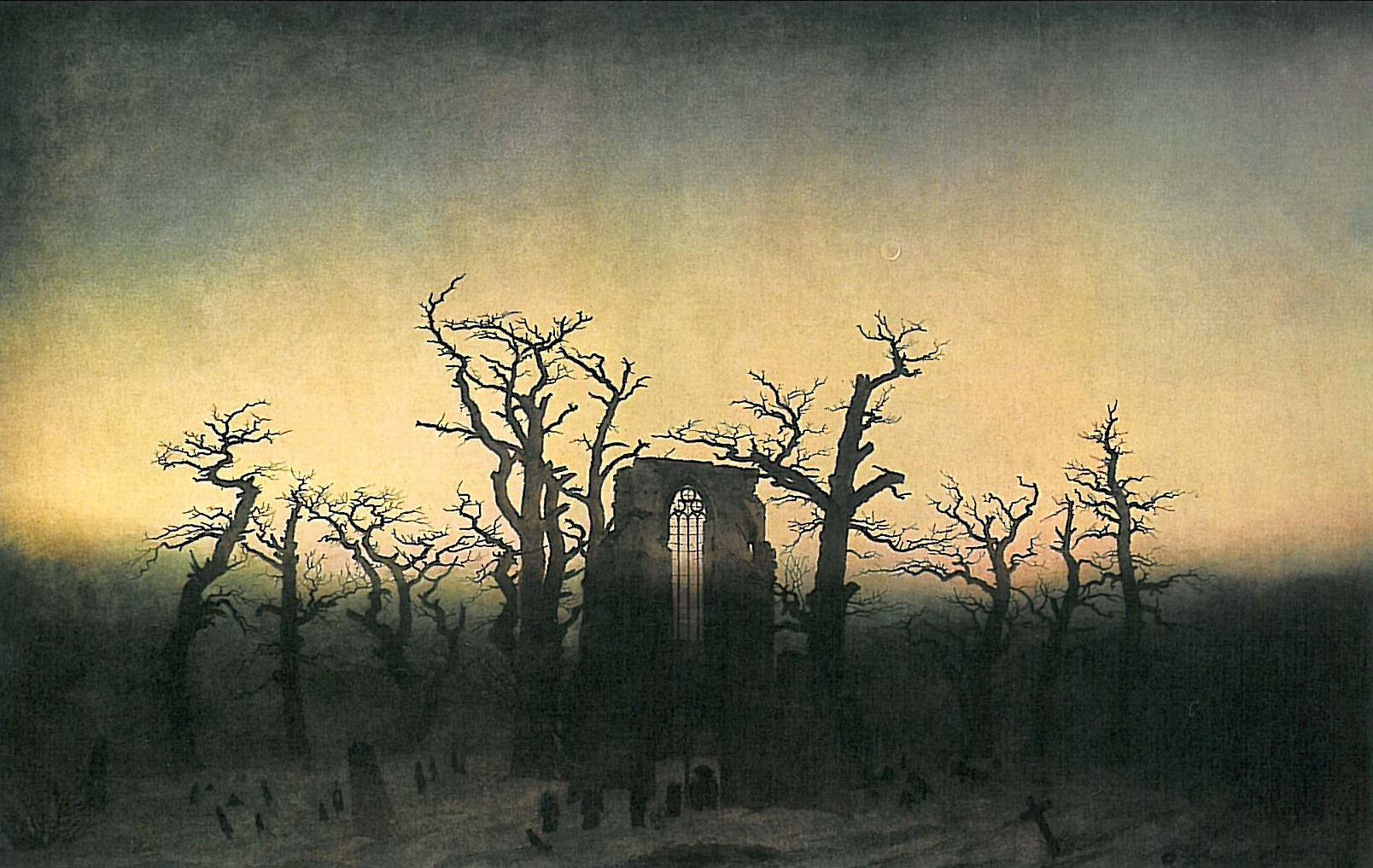
Ruinele unei abații în pădurea de stejari, 1809-1810
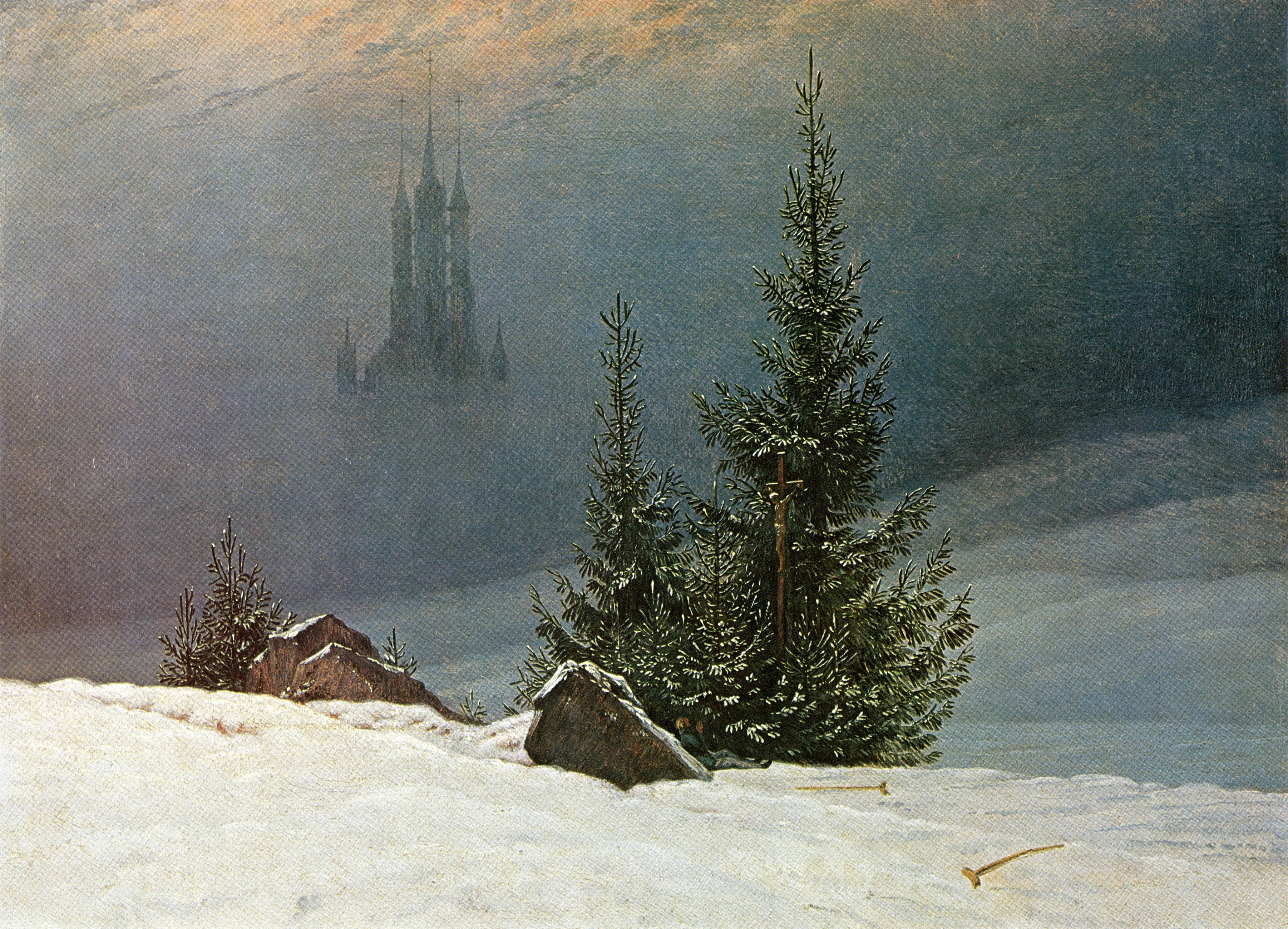
Biserică în peisaj de iarnă, 1811
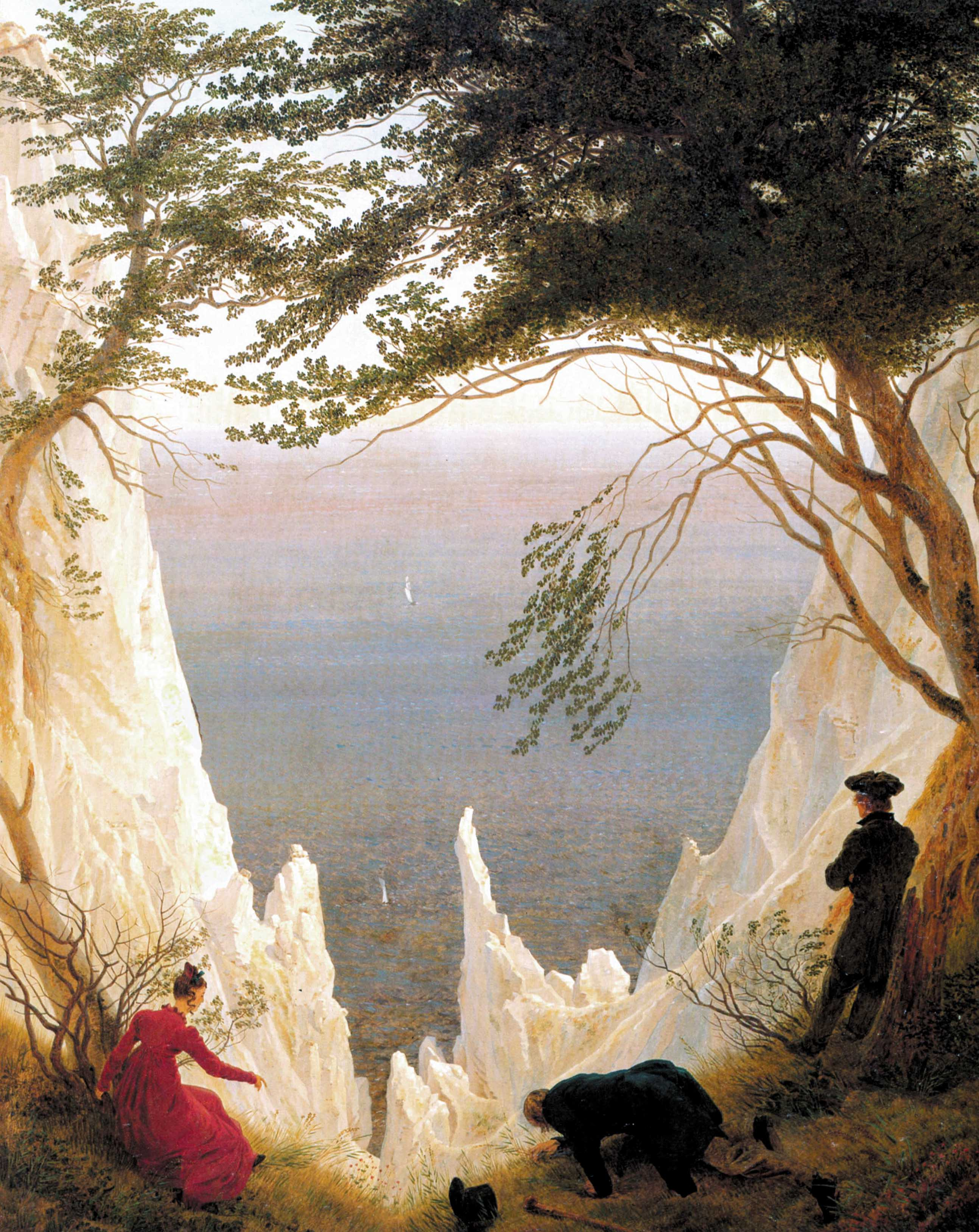
Stânci de calcar pe insula Rügen, 1818

În anul 1818, imediat după căsătorie, artistul pleacă pe insula Rügen împreună cu tânăra sa soție. Tabloul Stânci de calcar pe insula Rügen înfățișează un peisaj drag artistului: iarbă, stânci, copaci marea și cerul... Toate aceste elemente se suprapun în planurile tabloului. Ca și în alte opere, paleta coloristică a lui Friedrich este discretă. Marea apare ca o suprafață moale în care se reflectă culori difuze, albastrul apei este atât de fin încât pare destinat sentimentelor privitorului, și nu ochiului său.
Pe velier (1818-1819) este rememorarea unei excursii pe Marea Baltică. Se remarcă compoziția desăvârșită prin care pictorul redă mișcarea și ritmul călătoriei pe barca cu pânze. Friedrich a micșorat cu bună știință dimensiunile personajelor pentru a accentua mărimea catargului și senzația de deplasare dată de pânza umflată în vânt.

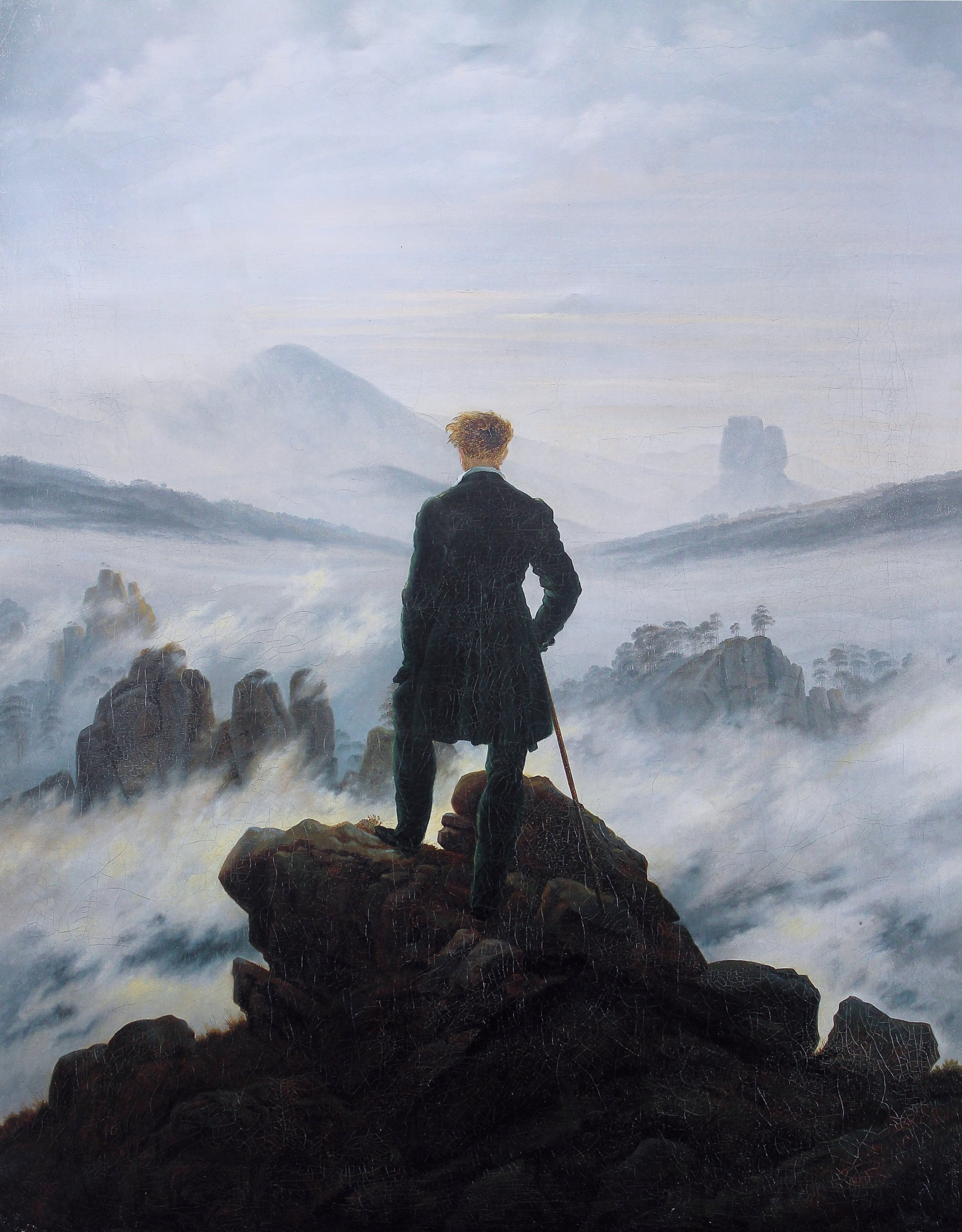
Hoinarul deasupra mării de ceață, 1818
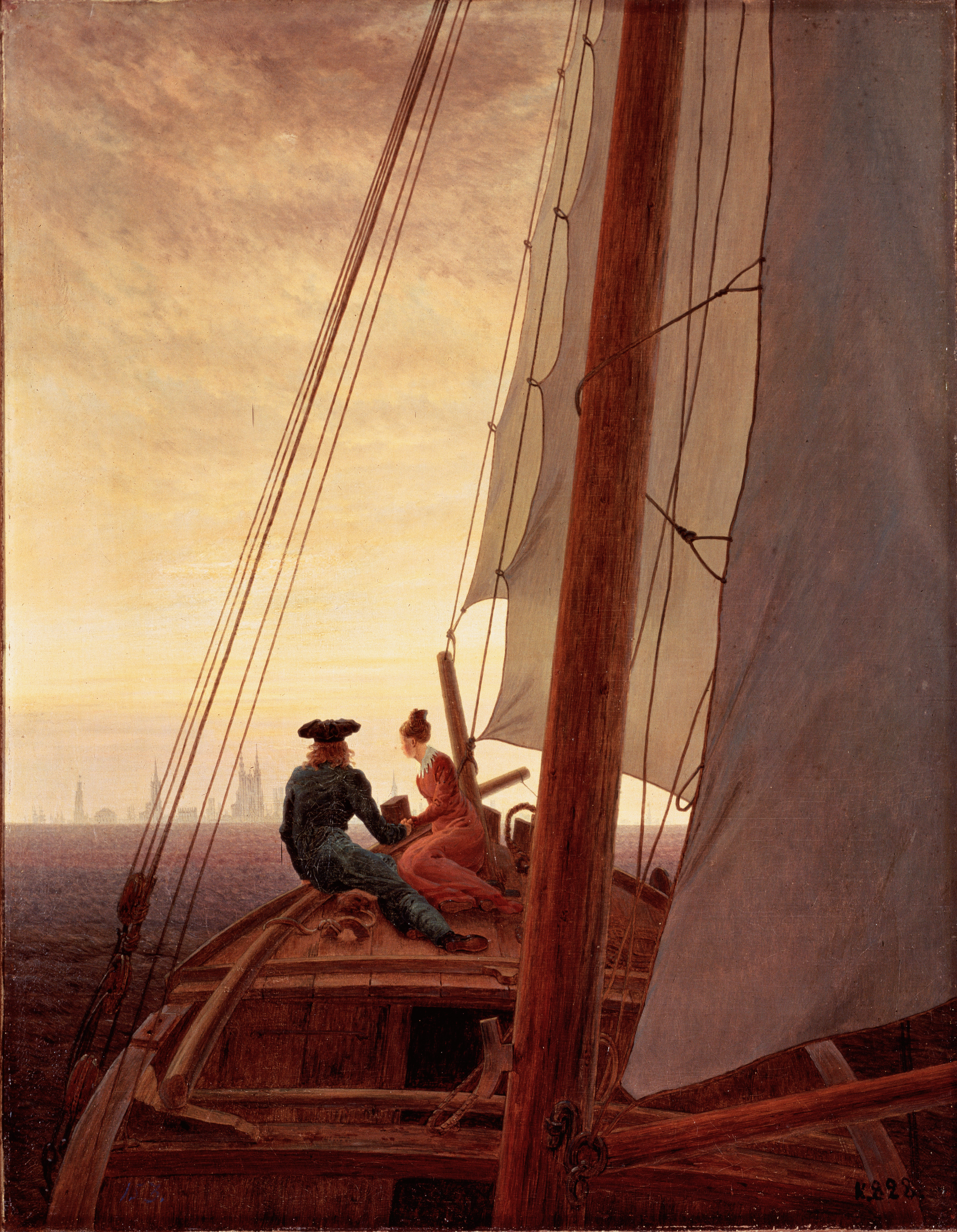
Pe velier, 1818-1819
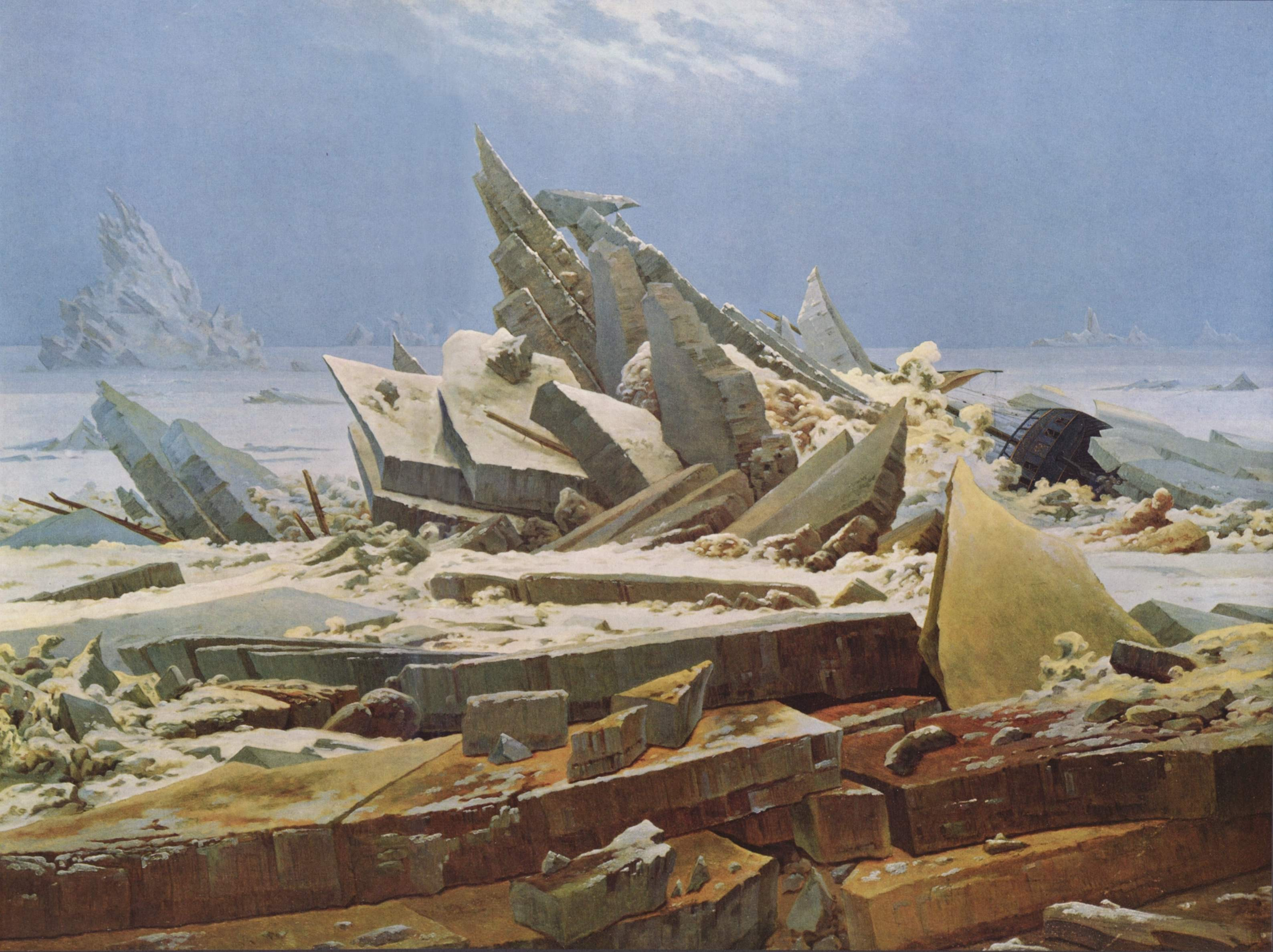
Marea înghețată, 1823-1824
Watzmann, 1824-1828
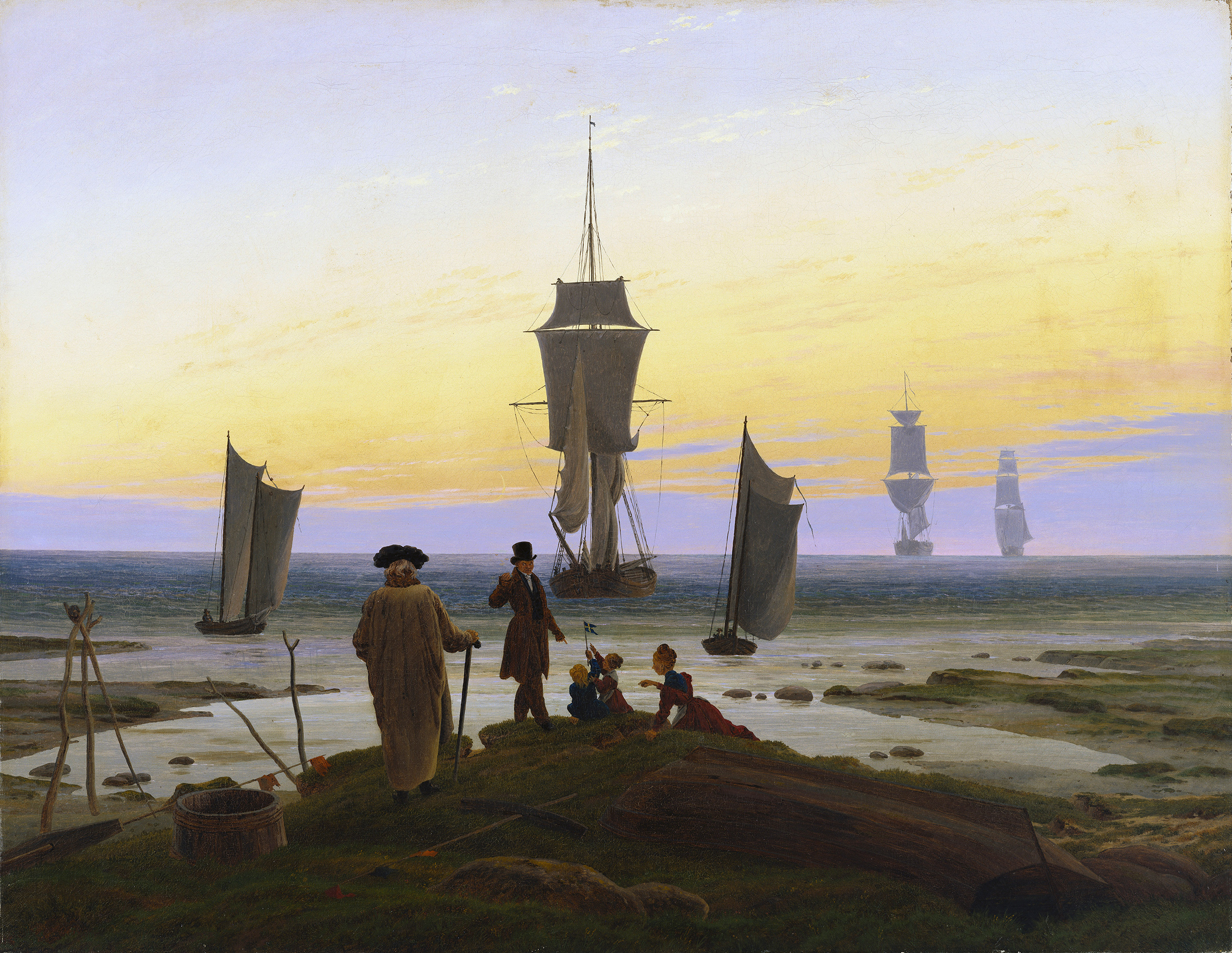
Fazele vieții, cca. 1835

Titlul original al tabloului Marea înghețată (1823-1824) a fost Scufundarea vasului "Espoir". Friedrich făcea aluzie la numele navei schfundate în apropierea Polului Nord în 1822. Tabloul ocupă un loc aparte în creația artistului. Reprezentarea catastrofei - corabia care se scufundă - este tratată în mod secundar, în timp ce blocurile de gheață sunt înfățișate în splendoarea lor deplină și amenințătoare. Tabloul prezintă realitățile naturii în forma lor cea mai elementară.
Watzmann (1824-1825) este cel mai mare tablou (133 x 170 cm) al lui Friedrich. Această compoziție monumentală prezintă piscul Watzmann din Berchtesgadener Alpen (Alpii Berchtesgadener), pe care pictorul nu l-a văzut niciodată. Acest fapt lămurește compunerea atât de surprinzătoare a formelor și elementelor naturale pe care nu le găsim în realitate. Din această lucrare reiese clar că peisajele lui Friedrich nu sunt simple oglindiri ale naturii, ci creații autentice în care artistul deține forța organizatoare fundamentală și este autor al propriului univers.
După titlu se poate constata că tabloul Fazele vieții (cca. 1835) este un fel de testament al artistului. Slăbit de boală, Friedrich pictează un tablou visător, melancolic. Pictorul împărtășește reflecțiile despre moarte cu ajutorul jocului complicat a raporturilor de dependență între oamenii înfățișați.